# Хягие
Хягие (чечен. Хьаьгие) — покинутый аул в Галанчожском районе Чеченской Республики. Входит в Аккинское сельское поселение.

## Этимология
Название с чеченского переводится как «ко лбу», назван так по причине внешней формы местности, на которой размещался аул.

## География
Находится в 500 метрах к северу от Акка. Ближайшие населённые пункты: на юге — Кеймехки, на севере — Ялхорой, на северо-востоке — Галанчож.

## История
Село ликвидировано в 1944 году во время выселения чеченцев. После восстановления ЧИ АССР чеченцам было запрещено возвращаться в свои исконные районы: Галанчожский, Шатойский и Итум-Калинский.